# 메르세데스-벤츠 그룹 AG

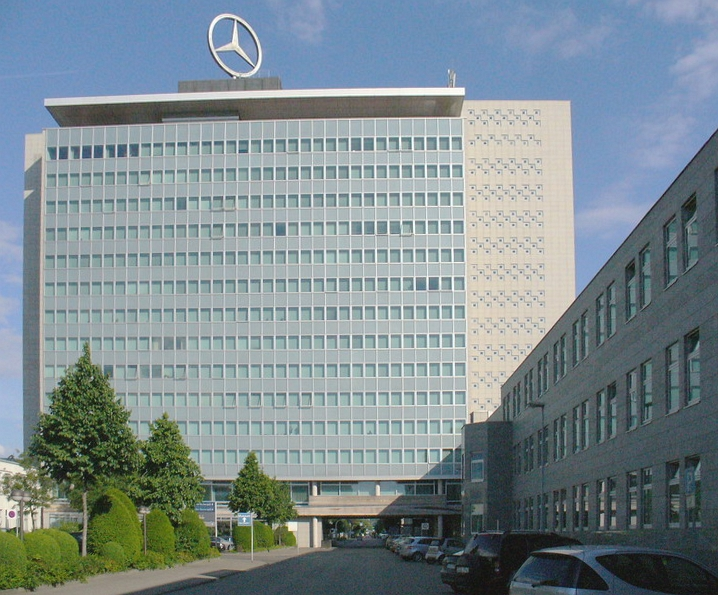
메르세데스-벤츠 그룹 AG 본사

메르세데스-벤츠 그룹 AG(독일어: Mercedes-Benz Group AG)는 독일의 자동차 제조 그룹이다. 2022년 다임러 AG에서 사명을 변경하였다.
현재 중국 국유기업인 베이징자동차그룹(BAIC)은 독일 메르세데스 벤츠의 모회사인 다임러 그룹의 지분 9.98%를 보유한 최대주주이며, 지리 자동차가 지분을 일부 매입한 개인 최대 주주(9.69%)이고, 70% 이상은 기관 소유이다.

## 역사
- 1926년: 다임러와 벤츠가 합병하여 다임러-벤츠 설립.
- 1998년: 다임러-벤츠와 미국의 크라이슬러가 합병하여 다임러크라이슬러 설립.
- 2007년: 다임러-벤츠와 크라이슬러로 분리. 다임러 AG로 회사명 변경.
- 2008년: 크라이슬러의 지분 80.1%를 서버러스 캐피털 매니지먼트에 전격 매각, 완전히 분리.

## 계열사
- 메르세데스-벤츠(Mercedes-Benz)
  - 메르세데스-AMG
  - 메르세데스-마이바흐(Mercedes-Maybach)
- 메르세데스-벤츠 상용차 부문
- 스마트(Smart)
- 세트라(Setra)
- 다임러 트럭 북아메리카
  - 프라이트라이너 트럭(Freightliner)
  - 디트로이트 디젤(Detroit Diesel)
  - 토마스 빌트 버스(Thomas Built Buses)
  - 웨스턴 스타 트럭(Western Star Trucks)
  - 미쓰비시후소트럭 버스(Mitsubishi Fuso)
- 다임러 모빌리티
  - 메르세데스-벤츠 뱅크
  - 메르세데스-벤츠 파이낸셜 서비스
  - 다임러 트럭 파이낸셜 서비스